# Discografie van Jaap Reesema
Hieronder volgt de discografie van de Nederlandse zanger Jaap Reesema, met name zijn albums, zijn nummers met een notering in een hitlijst en zijn Top 2000-noteringen. 

## Albums
| Album                | Verschijnen      | Label                    | Hitlijsten | Hitlijsten | Hitlijsten | Hitlijsten | Opmerkingen                        |
| Album                | Verschijnen      | Label                    | BE (VL)    | BE (VL)    | NL         | NL         | Opmerkingen                        |
| Album                | Verschijnen      | Label                    | Piek       | Weken      | Piek       | Weken      | Opmerkingen                        |
| -------------------- | ---------------- | ------------------------ | ---------- | ---------- | ---------- | ---------- | ---------------------------------- |
| Changing Man         | 30 mei 2011      | Sony Music Entertainment | —          | —          | 47         | 1          | Studioalbum                        |
| Als je voor me staat | 10 februari 2023 | Cloud 9 Music            | 1 (1 wk)   | 26         | 1 (1 wk)   | 16         | Studioalbum / Platina in Nederland |

## Nummers met notering(en) in een hitlijst
| Lied                                          | Verschijnen      | Album                      | Hitlijsten | Hitlijsten | Hitlijsten | Hitlijsten | Hitlijsten  | Hitlijsten  | Hitlijsten   | Hitlijsten   | Hitlijsten | Hitlijsten | Opmerkingen                                                                       |
| Lied                                          | Verschijnen      | Album                      | BE (VL)    | BE (VL)    | BE (WA)    | BE (WA)    | NL (Top 40) | NL (Top 40) | NL (Top 100) | NL (Top 100) | DE         | FR         | Opmerkingen                                                                       |
| Lied                                          | Verschijnen      | Album                      | Piek       | Weken      | Piek       | Weken      | Piek        | Weken       | Piek         | Weken        | Piek       | Piek       | Opmerkingen                                                                       |
| --------------------------------------------- | ---------------- | -------------------------- | ---------- | ---------- | ---------- | ---------- | ----------- | ----------- | ------------ | ------------ | ---------- | ---------- | --------------------------------------------------------------------------------- |
| Don't Stop Believin'                          | 29 mei 2010      | —                          | —          | —          | —          | —          | 10          | 6           | 1 (1 wk)     | 10           | —          | —          | Als Jaap                                                                          |
| Walk to the Other Side                        | 29 oktober 2010  | Changing Man               | —          | —          | —          | —          | tip14       | —           | 62           | 1            | —          | —          |                                                                                   |
| Hoe hard je ook rent                          | 8 april 2011     | Changing Man               | —          | —          | —          | —          | —           | —           | 52           | 3            | —          | —          |                                                                                   |
| Mad World (met Hardwell)                      | 9 oktober 2015   | —                          | tip37      | —          | tip18      | —          | tip1        | —           | 78           | 1            | —          | 117        | Als Jake Reese / Dancesmash                                                       |
| Run Wild (met Hardwell)                       | 4 maart 2016     | —                          | tip        | —          | tip45      | —          | tip3        | —           | —            | —            | —          | —          | Als Jake Reese / Dancesmash                                                       |
| Find You (met Topic)                          | 8 juli 2016      | —                          | —          | —          | —          | —          | —           | —           | —            | —            | 57         | —          | Als Jake Reese                                                                    |
| Calling on You (met Lucas & Steve)            | 20 januari 2017  | —                          | tip        | —          | —          | —          | tip4        | —           | —            | —            | —          | —          | Als Jake Reese                                                                    |
| Ellie (met Regi)                              | 11 mei 2018      | Vergeet de tijd (van Regi) | 1 (7 wkn)  | 35         | tip12      | —          | —           | —           | —            | —            | —          | —          | Als Jake Reese / MNM-Big Hit / Dubbelplatina in België                            |
| Calling It Home                               | 5 april 2019     | —                          | —          | —          | —          | —          | tip9        | —           | —            | —            | —          | —          | Als Jake Reese                                                                    |
| Summer Life (met Regi en OT)                  | 14 juni 2019     | Vergeet de tijd (van Regi) | 5          | 22         | tip        | —          | —           | —           | —            | —            | —          | —          | Als Jake Reese / MNM-Big Hit / Platina in België                                  |
| Kom wat dichterbij (met Regi en OT)           | 13 maart 2020    | Vergeet de tijd (van Regi) | 1 (9 wkn)  | 31         | —          | —          | —           | —           | —            | —            | —          | —          | Als Jake Reese / MNM-Big Hit / 3× Platina in België                               |
| Zo ver weg (met Regi en OT)                   | 13 april 2020    | Vergeet de tijd (van Regi) | 26         | 10         | —          | —          | —           | —           | —            | —            | —          | —          | Als Jake Reese                                                                    |
| Nu wij niet meer praten (met Pommelien Thijs) | 9 oktober 2020   | Als je voor me staat       | 1 (1 wk)   | 31         | —          | —          | 1 (1 wk)    | 23          | 2            | 34           | —          | —          | Alarmschijf, MNM-Big Hit, NPO Radio 2 TopSong / Diamant in Nederland en in België |
| Need You Now (met Armin van Buuren)           | 9 oktober 2020   | —                          | tip        | —          | —          | —          | tip2        | —           | —            | —            | —          | —          | Als Jake Reese                                                                    |
| Alles komt goed                               | 2 april 2021     | Als je voor me staat       | 15         | 14         | —          | —          | 21          | 8           | 31           | 15           | —          | —          | Platina in Nederland                                                              |
| Voor je van me houdt                          | 8 oktober 2021   | Als je voor me staat       | 43         | 3          | —          | —          | 30          | 7           | 77           | 7            | —          | —          |                                                                                   |
| Mijn kleine presidentje                       | 9 maart 2022     | Als je voor me staat       | 1 (1 wk)   | 13         | —          | —          | 29          | 7           | 39           | 16           | —          | —          | MNM-Big Hit / Goud in Nederland                                                   |
| Code rood (met Lea Rue)                       | 16 juni 2022     | Als je voor me staat       | 12         | 16         | —          | —          | tip17       | —           | —            | —            | —          | —          |                                                                                   |
| Grijs                                         | 1 september 2022 | Als je voor me staat       | —          | —          | —          | —          | 17          | 17          | 21           | 37           | —          | —          | Goud in Nederland                                                                 |
| Als je voor me staat                          | 6 januari 2023   | Als je voor me staat       | 23         | 12         | —          | —          | tip3        | —           | —            | —            | —          | —          | MNM-Big Hit                                                                       |
| Papa                                          | 11 april 2023    | —                          | 33         | 5          | —          | —          | —           | —           | —            | —            | —          | —          |                                                                                   |
| Het heeft zo moeten zijn                      | 7 juli 2023      | —                          | —          | —          | —          | —          | tip20       | —           | —            | —            | —          | —          |                                                                                   |
| Maar 1 wens met Kerstmis                      | 10 november 2023 | —                          | 12         | 2*         | —          | —          |             | —           | —            | —            | —          | —          |                                                                                   |

## NPO Radio 2 Top 2000
| Nummers met noteringen in de NPO Radio 2 Top 2000 | '21  | '22  | '23  | '24  |
| ------------------------------------------------- | ---- | ---- | ---- | ---- |
| Grijs                                             | ×    | 598  | 280  | 324  |
| Nu wij niet meer praten (met Pommelien Thijs)     | 1352 | 1054 | 1372 | 1466 |

1. ↑  Een '×' betekent dat het nummer nog niet was uitgebracht en een vetgedrukt getal geeft de hoogste notering van een nummer aan.
2. ↑  2021 was het eerste jaar met een notering voor Jaap Reesema.